# Andreu Brasés i Trias
Andreu Brasés i Trias (Sant Andreu de Palomar, 1834 - Barcelona, 1914) va ser un autor dramàtic i llibretista de sarsueles.

## Obra dramàtica
- 1866, 7 de juliol. La capital de l'imperi. Comèdia bilingüe en un acte i en vers. Estrenada al teatre Varietats de Barcelona.
- 1867, 11 de febrer. Un anglès a Mataró, en col·laboració de Narcís Campmany. Joguina còmica en 1 acte i en vers. Estrenada al Teatre de l'Odèon de Barcelona.
- 1870, 29 de desembre. Pescar a l'encesa. Comèdia en un acte i en vers. Estrenada al teatre Romea de Barcelona.
- 1872, 22 de juliol. De dotze a una. Passatge lírico-bilingüe en 1 acte i en vers. Música de Josep Ribera i Miró. Estrenat al Teatre Tívoli de Barcelona.
- 1873, 27 de setembre. Els set pecats capitals. Comèdia de màgica en quatre actes i en vers, arranjada a l'escena catalana. Amb la col·laboració de Narcís Campmany. Estrenada al teatre Novetats de Barcelona.
- 1874, 13 d'agost. De dalt a baix. Joguina còmico-lírica en 1 acte, arranjada a l'escena catalana. Música de Josep Ribera i Miró. Estrenada al Teatre Tívoli de Barcelona.
- 1910, 25 de desembre. Amor i fortuna. Comèdia en dos actes i en prosa. Estrenada al Teatre del Bosc de Barcelona.
- La torre dels amors. Sarsuela en 2 actes. Llibret en col·laboració amb Narcís Campmany. Música de Benavent.
- Una senyora particular. Sarsuela.